# Domingos de Góes e Vasconcellos
Domingos de Góes e Vasconcellos (Rio de Janeiro, 15 de dezembro de 1856 – 17 de junho de 1921) foi um médico brasileiro.
Doutorado em medicina pela Faculdade de Medicina do Rio de Janeiro em 1880, defendendo a tese “Paralisias”. Foi eleito membro da Academia Nacional de Medicina em 1886, ocupando a Cadeira 67, que tem Fernando Magalhães como patrono.